# Pic Bunsen
Pour les articles homonymes, voir Bunsen.
Le pic Bunsen (en anglais : Bunsen Peak) est un sommet montagneux situé dans le parc national de Yellowstone, dans le comté de Park au Wyoming aux États-Unis. Il se trouve à 4 km au sud de Mammoth Hot Springs, au bord de la route Grand Loop Road. Il culmine à une altitude de 2 610 m. Le sentier Bunsen Peak Trail, dont le point de départ se trouve juste au sud de Mammoth, mène au sommet par un chemin escarpé de 3,4 km.

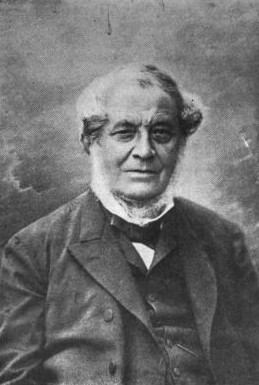
Robert Wilhelm Bunsen, qui a donné son nom au pic Bunsen.

Le pic est gravi pour la première fois par Ferdinand Vandeveer Hayden et le capitaine John Whitney Barlow en 1871 mais n'obtient son nom actuel qu'en 1872 lors de la deuxième étude géologique de Hayden. E. S. Topping le nomme Observation Mountain en 1872 mais ce nom ne reste pas. Le nom de pic Bunsen fait référence au chimiste allemand Robert Wilhelm Bunsen, inventeur du bec Bunsen et responsable des premiers travaux sur les théories relatives aux geysers volcaniques.